# Erich Meder

Erich Meder (Gedenktafel)

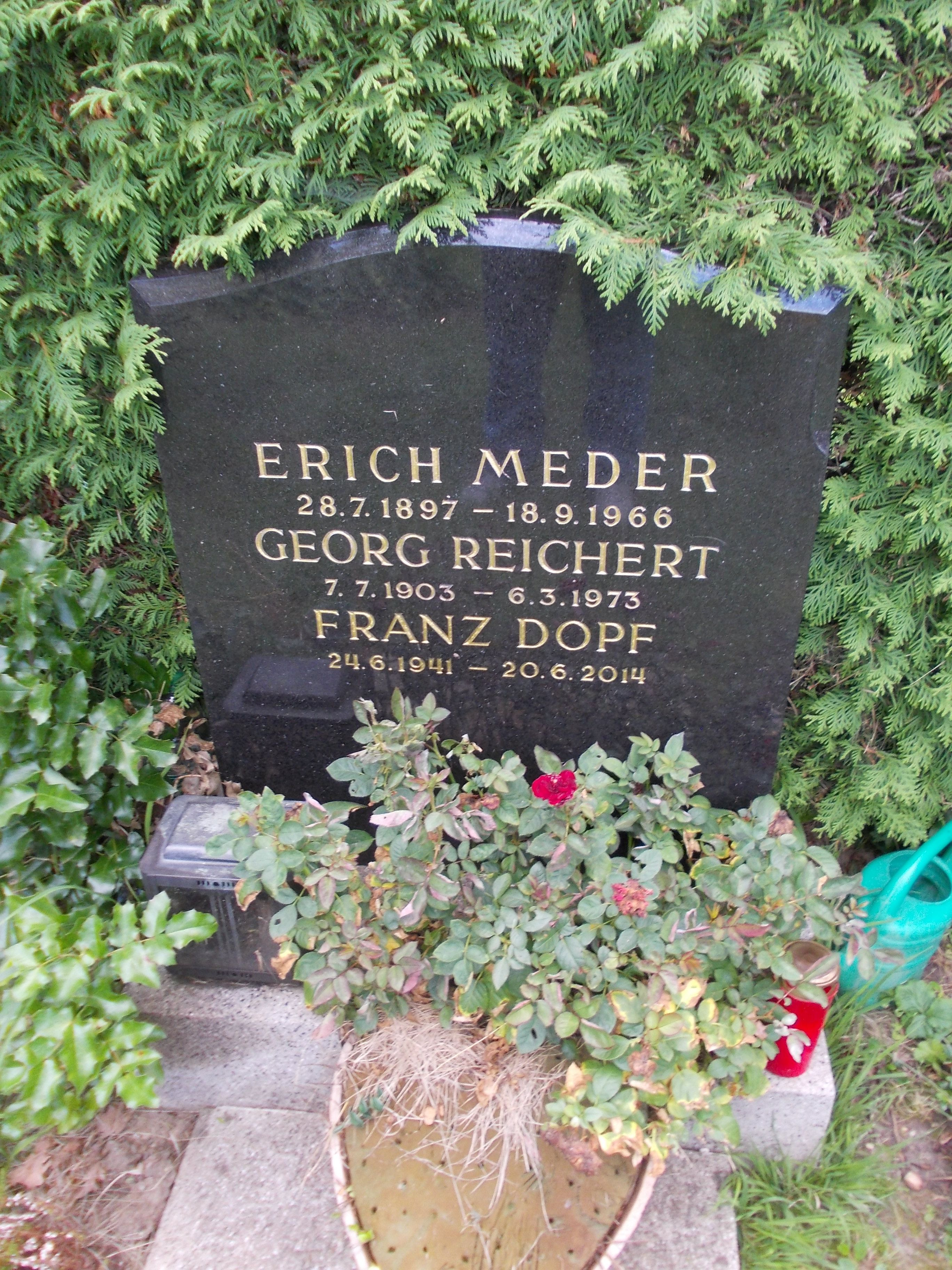
Grabstätte von Erich Meder

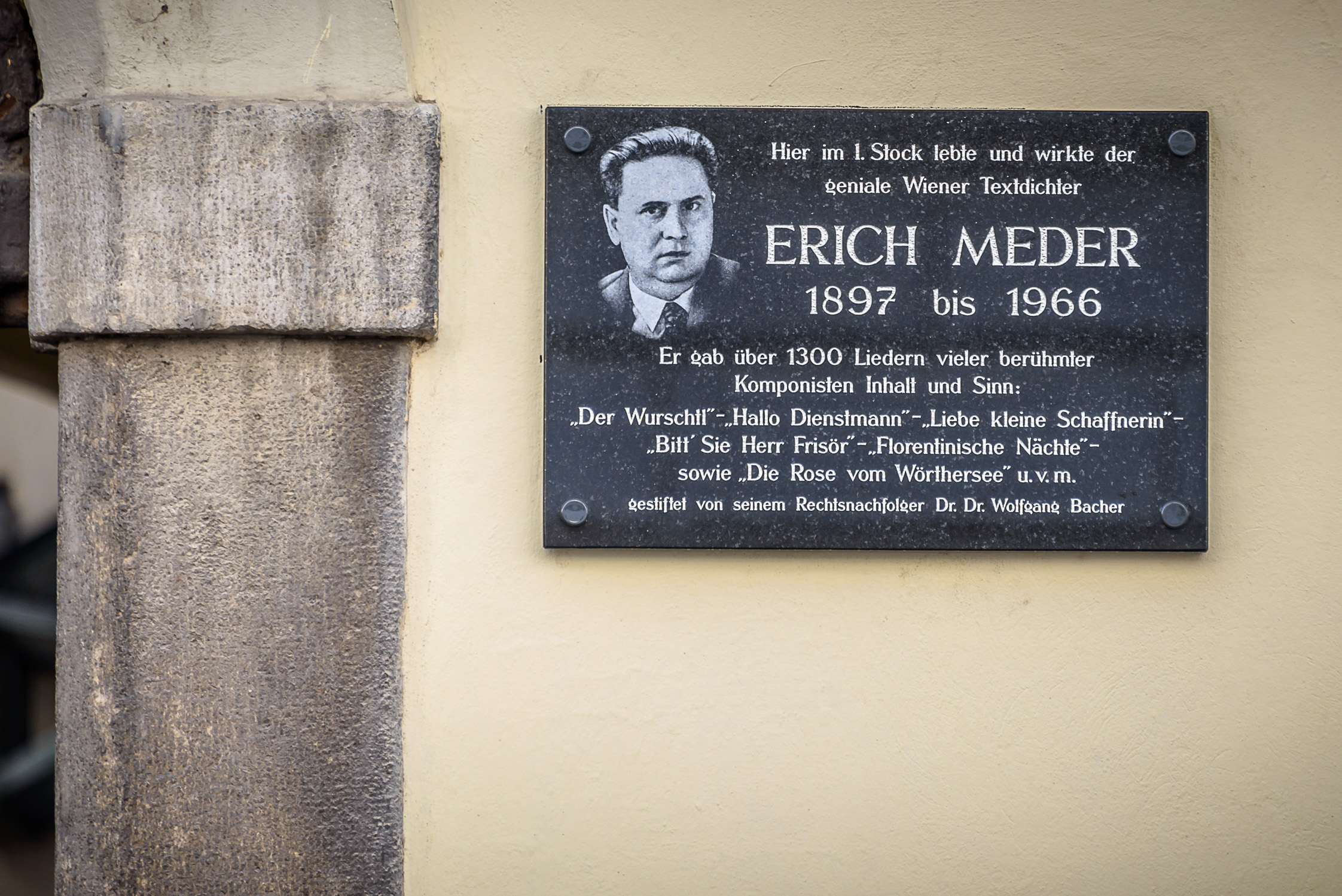
Gedenktafel

Erich Meder (* 28. Juli 1897 in Brünn; † 18. September 1966 in Wien) war ein österreichischer Textdichter für Wienerlieder und Schlager.

## Leben und Wirken
Seine ersten Erfolge datieren aus der Mitte der 1930er Jahre. 1936 schrieb er den Donaudampfschiffahrtsgesellschaftskapitän, für den Charles Loubé die Musik schrieb. Wirklich populär wurde er durch die Zusammenarbeit mit dem Komponisten Hans Lang und die Interpretation einiger Lieder der beiden durch Hans Moser auf Schallplatte. Mit Lang schuf er einige bis heute unvergessliche Ohrwürmer wie etwa das Lied Der alte Sünder aus dem gleichnamigen Film, das dort von Maria Andergast und Paul Hörbiger gesungen wird, ebenso wie Stell’ dir vor, es geht das Licht aus, 1952 das Duett Hallo Dienstmann, das im gleichnamigen Film von Paul Hörbiger und Hans Moser interpretiert wurde. 1940 schrieben die beiden Der alte Herr Kanzleirat, das schon längst durch Schallplatten mit Hans Moser populär war, als es von ihm auch 1948 im Film Der Herr Kanzleirat interpretiert wurde. Im selben Film singen Maria Andergast und Hans Lang gemeinsam Du bist die Rose vom Wörthersee. Die Popularität des Liedes Liebe kleine Schaffnerin (1942) ist speziell aus der Kriegssituation heraus zu erklären, da es die veränderte Rolle der Frau in verniedlichender Form zum Ausdruck brachte.
Gleich nach dem Krieg im Jahre 1945 schrieb Meder das melancholische Wien war einmal eine blühende Stadt, das von Fritz Haymerle und Frank Fox vertont wurde. Im nächsten Jahr war der Inhalt schon wieder zuversichtlicher in dem von Lang vertonten und von Hans Moser gesungenen Wenn der Steffl wieder wird so wie er war. Auch beim Wienerlied war er außer den schon Genannten aktiv. So schrieb er 1953 den Kellergassen-Tanz (In der Kellergass’n), den Hans Moser interpretierte. Das hat schon der alte Novotny gesagt ist vor allem in der Interpretation von Heinz Conrads bekannt, der auch andere Lieder seit jeher oder auch erst später sang. Neben Hans Lang vertonte vor allem auch Peter Kreuder einige von Meders Liedern.
Seine letzte Ruhestätte befindet sich in der Feuerhalle Simmering (Abt.7/Ring 3/Gr.7/Nr.111) in Wien.

## Gedenktafel
Im September 2017 wurde in dem Haus Lenaugasse 11 in Wien, in dem Erich Meder bis zu seinem Tode 1966 lebte, von seinem Rechtsnachfolger Wolfgang Bacher, eine Gedenktafel angebracht. Waltraut Haas (Sängerin und Meder-Interpretin) nahm die Enthüllung vor.

## Werke (Auswahl)
| Jahr | Titel | Musik                               | Hauptinterpret                                                  | Film                                                 |
| ---- | --- | ----------------------------------- | --------------------------------------------------------------- | ---------------------------------------------------- |
| 1936 | Die Kellerpartie                                                                                                  | Josef M. Kratky                     | Maly Nagl                                                       |                                                      |
| 1936 | Donaudampfschiffahrtsgesellschaftskapitän                                                                         | Charles Loubé                       | Peter Igelhoff Karel Gott                                       |                                                      |
| 1937 | Whisky Soda | Heinz Sandauer                      |                                                                 | Millionenerbschaft                                   |
| 1937 | Können sie chinesisch küssen?                                                                                     | Charles Loubé                       |                                                                 |                                                      |
| 1939 | Am Rhein bin ich so gerne                                                                                         | Hans Lang                           | Chor                                                            | Hurra! Ich bin Papa! (1939)                          |
| 1939 | Einmal war ich auf der Insel Krk                                                                                  | Hans Lang                           | Franz Schier                                                    |                                                      |
| 1939 | Heute bin ich blau                                                                                                | Hans Lang                           | Verschiedene                                                    | Hurra! Ich bin Papa! (1939)                          |
| 1940 | Der alte Herr Kanzleirat                                                                                          | Hans Lang                           | Hans Moser                                                      | Der Herr Kanzleirat (1948)                           |
| 1941 | Es klopft mein Herz bum bum (mit Aldo von Pinelli)                                                                | Frank Fox                           |                                                                 |                                                      |
| 1941 | Liebe kleine Schaffnerin                                                                                          | Hans Lang                           | Rudolf Carl                                                     |                                                      |
| 1941 | Ich wollt, ich hätt im Wirtshaus gleich mein Bett                                                                 | Ludwig Schmidseder                  |                                                                 |                                                      |
| 1942 | Der Pepionkel und die Annatant’                                                                                   | Hans Lang                           | Hans Moser                                                      |                                                      |
| 1942 | Dieses Lied hat keinen Text (mit Hans Robinger)                                                                   | Peter Igelhoff                      |                                                                 |                                                      |
| 1942 | Mein Herz ist ein Schiff ohne Hafen                                                                               | Frank Fox                           |                                                                 |                                                      |
| 1942 | Franzl, ich hab einen Auftrag für dich (mit Ludwig Schmidseder)                                                   | Ludwig Schmidseder                  | Maria von Schmedes                                              |                                                      |
| 1943 | Eine Dame aus St. Pölten                                                                                          | Ludwig Schmidseder                  |                                                                 |                                                      |
| 1943 | Ich gib mei Uhr zur Reparatur                                                                                     | Ludwig Schmidseder                  |                                                                 |                                                      |
| 1945 | Wien war einmal eine blühende Stadt                                                                               | Fritz Haymerle & Frank Fox          |                                                                 |                                                      |
| 1946 | Wenn der Steffl wieder wird so wie er war Wann der Steffel wieder wird so wie er war                              | Hans Lang                           | Hans Moser                                                      |                                                      |
| 1947 | Meine Rosa ist aus Böhmen                                                                                         | Hans Lang                           | Fritz Imhoff                                                    |                                                      |
| 1948 | Du bist die Rose vom Wörthersee                                                                                   | Hans Lang                           | Maria Andergast & Hans Lang                                     | Der Herr Kanzleirat                                  |
| 1948 | Florentinische Nächte                                                                                             | Nico Dostal                         | Rudi Schuricke                                                  |                                                      |
| 1948 | Jetzt ist es still (It’s Oh So Quiet)                                                                             | Hans Lang                           | Horst Winter                                                    |                                                      |
| 1948 | Mein Auto kann schön singen                                                                                       | Hans Lang                           | Johannes Heesters                                               |                                                      |
| 1948 | Himmlischer Walzer                                                                                                | Ludwig Schmidseder                  | Elfie Mayerhofer                                                | Der himmlische Walzer                                |
| 1950 | Herr Torero | Hans Lang                           | Maria Andergast & Hans Lang                                     |                                                      |
| 1950 | Tamara (Warum weinst du)                                                                                          | Ferry Andree                        |                                                                 |                                                      |
| 1951 | Der alte Sünder (mit Martin Costa)                                                                                | Hans Lang                           | Maria Andergast & Paul Hörbiger, Wolfgang Ambros                | Der alte Sünder                                      |
| 1951 | In der Cafeteria von Milano                                                                                       | Hans Lang                           | Vico Torriani                                                   |                                                      |
| 1952 | Hallo Dienstmann                                                                                                  | Hans Lang                           | Paul Hörbiger & Hans Moser, Wolfgang Ambros & Rainhard Fendrich | Hallo Dienstmann                                     |
| 1952 | Hallo Taxi | Hans Lang                           | Hans Moser                                                      | Hallo Dienstmann                                     |
| 1952 | O Don Carlos | Hans Lang                           |                                                                 | Hallo Dienstmann                                     |
| 1952 | Stell’ dir vor, es geht das Licht aus                                                                             | Hans Lang                           | Maria Andergast & Paul Hörbiger                                 | Hallo Dienstmann                                     |
| 1952 | Schütt die Sorgen in ein Gläschen Wein                                                                            | Gerhard Winkler                     |                                                                 |                                                      |
| 1952 | Knall und Fall, zwei lustige Brüder                                                                               | Hans Lang                           |                                                                 | Knall und Fall als Hochstapler                       |
| 1953 | Frauen sind wie Rosen (mit Martin Costa)                                                                          | Hans Lang                           |                                                                 | Fiakermilli – Liebling von Wien                      |
| 1953 | Kellergassen-Tanz (In der Kellergassen)                                                                           | Sepp Fellner                        | Hans Moser                                                      |                                                      |
| 1953 | Oh Mister Swoboda                                                                                                 | Peter Igelhoff                      |                                                                 |                                                      |
| 1954 | Am Waldesrand | Peter Igelhoff                      |                                                                 |                                                      |
| 1954 | Bleib doch bei mir                                                                                                | Hans Lang                           |                                                                 | Kaisermanöver                                        |
| 1954 | Hat mich das Glück ganz vergessen                                                                                 | Peter Igelhoff                      |                                                                 |                                                      |
| 1954 | Ich war einmal ein Pfeifendeckel                                                                                  | Hans Lang                           |                                                                 | Kaisermanöver                                        |
| 1954 | Jeder Soldat, der hat seine Marie                                                                                 | Hans Lang                           |                                                                 | Kaisermanöver                                        |
| 1954 | Kleines Glück im Winkel                                                                                           | Hans Lang                           |                                                                 | Kaisermanöver                                        |
| 1954 | Ma belle Mademoiselle                                                                                             | Peter Igelhoff                      |                                                                 |                                                      |
| 1954 | Sonntagslied | Hans Lang                           |                                                                 | Kaisermanöver                                        |
|      | Ach Ferdinand | Willy Engel-Berger                  |                                                                 |                                                      |
|      | A Gitarr und a Jodler                                                                                             | Hans Lang                           | Maria Andergast & Hans Lang                                     | Eva erbt das Paradies                                |
|      | A Schneeflockerl und a Ruaßflankerl                                                                               | Hans Lang                           | Heinz Conrads                                                   |                                                      |
|      | Alte Dürrkräutlerin                                                                                               | Hans Lang                           |                                                                 |                                                      |
|      | Alte Geige | Hans Lang                           |                                                                 |                                                      |
|      | Alte Sandgruabn (Sandler Marsch)                                                                                  | Hans Lang                           |                                                                 |                                                      |
|      | Alte Tausendfüssler                                                                                               | Hans Lang                           |                                                                 |                                                      |
|      | Alte, versetz’ ma die Tuchent                                                                                     | Josef M. Kratky & Otto Riedlmayer   |                                                                 |                                                      |
|      | Alter Geiger | Hans Lang                           |                                                                 |                                                      |
|      | Als Einsiedler geh’ ich in den Wald                                                                               | Peter Kreuder                       |                                                                 |                                                      |
|      | Am Weg zum Leopoldiberg                                                                                           | Hans Lang                           |                                                                 |                                                      |
|      | Tschapperl (Bist ein kleines, dummes Tschaperl)                                                                   | Hans Lang                           |                                                                 |                                                      |
|      | Bauernboogie | Hans Lang                           | Maria von Schmedes                                              |                                                      |
|      | Bauernrumba | Hans Lang                           | Evelyn Künneke                                                  |                                                      |
|      | Bauernsamba | Hans Lang                           | Maria Andergast & Hans Lang                                     |                                                      |
|      | Bei der Schießbudn                                                                                                | Karl Föderl                         |                                                                 |                                                      |
|      | Bitt´sie, Herr Friseur (Friseurpolka)                                                                             | Hans Lang                           | Heinz Conrads                                                   |                                                      |
|      | Conchita (Es war beim Rosenfest im schönen Malaga)                                                                | Willy Berking                       |                                                                 |                                                      |
|      | Casanova träumt                                                                                                   | Peter Kreuder                       |                                                                 |                                                      |
|      | Da war noch der und der                                                                                           | Hans Lang                           |                                                                 |                                                      |
|      | Das hat schon der alte Nowotny gesagt                                                                             | Hans Lang                           | Heinz Conrads Peter Alexander                                   |                                                      |
|      | Das Postfräul’n Stefanie Mein kleines Postmädel                                                                   | Hans Lang                           |                                                                 |                                                      |
|      | Das schönste Mäderl von der Josefstadt                                                                            | Peter Kreuder                       |                                                                 |                                                      |
|      | Der alte Händler                                                                                                  | Peter Igelhoff                      |                                                                 |                                                      |
|      | Der alte Schorschi (Es geht der alte Schorschi)                                                                   | Hans Lang                           | Hans Moser                                                      |                                                      |
|      | Der alte Specht, der klopft schon schlecht Was ist denn heut                                                      | Hans Lang                           | Franz Schier, Heinz Conrads                                     |                                                      |
|      | Der alte Scheich von Teheran                                                                                      | Alexander Steinbrecher              |                                                                 |                                                      |
|      | Der alte Tausendfüßler                                                                                            | Hans Lang                           | Maria Andergast & Hans Lang                                     |                                                      |
|      | Der alte Wachmann                                                                                                 | Peter Kreuder                       |                                                                 |                                                      |
|      | Der Herr Direktor                                                                                                 | Karl Föderl                         |                                                                 |                                                      |
|      | Der letzte Gast                                                                                                   | Hans Lang                           |                                                                 |                                                      |
|      | Der Wurschtl (Den Wurschtl mei liaba / Wie ich klein war)                                                         | Hans Lang                           | Heinz Conrads                                                   |                                                      |
|      | Die alte Frau Sacher                                                                                              | Kurt P. Steiner                     |                                                                 |                                                      |
|      | Die alte Kaffeemühl                                                                                               | Hans Lang                           | Horst Winter                                                    |                                                      |
|      | Die alte Nähmaschine                                                                                              | Hans Lang                           |                                                                 |                                                      |
|      | Die Berliner und die Münchner                                                                                     | Peter Igelhoff                      |                                                                 | I a in Oberbayern                                    |
|      | Die Rosen von San Remo                                                                                            | Hans Lang                           |                                                                 |                                                      |
|      | Die schönsten Mädeln leben in Wien                                                                                | Carl Michael Ziehrer                |                                                                 | Wiener Mädeln                                        |
|      | Die Wirtin vom Wörthersee                                                                                         | Hans Lang                           |                                                                 | Die Wirtin von Maria Wörth Die Wirtin vom Wörthersee |
|      | Du lieber guter Wein                                                                                              | Peter Kreuder                       | Hans Moser                                                      |                                                      |
|      | Ein Busserl ist ein Vorschuss auf die Seligkeit                                                                   | Alfred Walz & Hans Robinger         |                                                                 |                                                      |
|      | Eine kleine Frage Madame                                                                                          | Hans Lang                           |                                                                 | Der Mann in der Wanne                                |
|      | Einmal möcht ich dich noch küssen                                                                                 | Peter Igelhoff                      |                                                                 |                                                      |
|      | Es kann im Paradies nicht schöner sein                                                                            | Hans Lang                           |                                                                 | Eva erbt das Paradies                                |
|      | Flugerl-Marsch (Die Marie hat ein Flugerl auf an Flieger)                                                         | Karl Föderl                         |                                                                 |                                                      |
|      | Glück muss man haben                                                                                              | Peter Igelhoff                      |                                                                 | 3 von denen man spricht Glück muss man haben         |
|      | Guat schau’n ma aus                                                                                               | Hans Lang                           | Heinz Conrads                                                   |                                                      |
|      | Harmonika Hansl                                                                                                   | Hans Lang                           | Maria Andergast & Hans Lang                                     |                                                      |
|      | Hat mich das Glück ganz verlassen                                                                                 | Peter Igelhoff                      |                                                                 | Der doppelte Ehemann                                 |
|      | Höchste Zauberei (Was grad noch Silber war im Tascherl)                                                           | Josef M. Kratky                     |                                                                 |                                                      |
|      | Hundert weiße Rosen                                                                                               | Peter Kreuder                       |                                                                 |                                                      |
|      | I gib mei Uhr zur Reparatur                                                                                       | Ludwig Schmidseder                  |                                                                 |                                                      |
|      | I hab’ an Durscht                                                                                                 | Charles Loubé                       |                                                                 |                                                      |
|      | I’ hab eine leitende Stellung                                                                                     | Sepp Fellner                        |                                                                 |                                                      |
|      | I hab rote Haar                                                                                                   | Florenz von Nordhoff                | Maria von Schmedes                                              |                                                      |
|      | Ich hab dir heut telegraphiert                                                                                    | Charles Loubé                       |                                                                 |                                                      |
|      | Ich hab ein paar Küsse                                                                                            | Hans Lang                           |                                                                 |                                                      |
|      | Ich hab heut dem Herrgott geschrieben Ich hab an den Herrgott geschrieben                                         | Hans Hannes Zeisner                 |                                                                 |                                                      |
|      | Ich habe eine Motte                                                                                               | Hans Lang                           | Rudolf Carl                                                     |                                                      |
|      | Ich habe hundert Anerkennungsschreiben                                                                            | Peter Igelhoff                      |                                                                 |                                                      |
|      | Ich möcht an Wein seh’n                                                                                           | Hans Lang                           |                                                                 |                                                      |
|      | Ich möchte gerne wissen ob sich die Fische küssen                                                                 | Felix Maly & Hans Haas              | Max Hansen                                                      |                                                      |
|      | Im alten Rathaus                                                                                                  | Karl Föderl                         |                                                                 |                                                      |
|      | Im alten Hafen von Calais                                                                                         | Hans Lang                           |                                                                 |                                                      |
|      | Im Duo | Hans Lang                           |                                                                 |                                                      |
|      | Im Gasteinertal                                                                                                   | Emmerich Zillner                    |                                                                 |                                                      |
|      | Im Herzen vom Wiener ist d’ Musi zaus                                                                             | Hans Lang                           |                                                                 |                                                      |
|      | Im Herzerl einer Wienerin                                                                                         | Peter Kreuder                       |                                                                 |                                                      |
|      | Im Tröpferlbad Aus Urfahr war mein Vorfahr In der Straßenbahn                                                     | Hans Lang                           | Maria Andergast & Hans Lang, Pirron & Knapp                     | X für ein U Werbung Blaschke Kokoskuppeln            |
|      | Immer fidel fidel (Leute heute ist mir) (mit Martin Costa)                                                        | Hans Lang                           |                                                                 |                                                      |
|      | Immer sind die Männer schuld (mit Julius Horst)                                                                   | Hans Lang                           |                                                                 |                                                      |
|      | In den Straßen einer Großstadt                                                                                    | Hans Lang                           | Maria Andergast & Hans Lang                                     |                                                      |
|      | Ja, da kann man nichts machen (mit Martin Costa)                                                                  | Hans Lang                           | Maria Andergast & Paul Hörbiger                                 | Der alte Sünder                                      |
|      | Ja ja nein nein                                                                                                   | Nico Dostal                         |                                                                 | Kind der Donau                                       |
|      | Ja in der Badewanne                                                                                               | Hans Lang                           |                                                                 | Der Mann in der Wanne                                |
|      | Joi Joi der Gulaschsaft                                                                                           | Pepi Huber                          |                                                                 |                                                      |
|      | Küss mich, lieber Bohumil                                                                                         | Peter Igelhoff                      | Heinz Conrads                                                   |                                                      |
|      | Liebes Christkindl                                                                                                | Hans Lang                           | Heinz Conrads                                                   |                                                      |
|      | Links der Donau                                                                                                   | Nico Dostal                         |                                                                 | Kind der Donau                                       |
|      | Lügen haben hübsche Beine                                                                                         | Hans Lang                           |                                                                 | Lügen haben hübsche Beine                            |
|      | Mambo Bolero | Peter Igelhoff                      |                                                                 | Der doppelte Ehemann                                 |
|      | Mariechen hat ein Hütchen                                                                                         | Willy Engel-Berger, Otto Riedlmayer |                                                                 |                                                      |
|      | Mei Hunderl, das Schlankerl                                                                                       | Hans Lang                           |                                                                 |                                                      |
|      | Mei Sack, der muß a Loch hab’n                                                                                    | Karl Föderl                         |                                                                 |                                                      |
|      | Mein Feuerzeug | Hans Lang                           | Hans Moser Wolfgang Ambros                                      |                                                      |
|      | Mein Herz hat einen Reißverschluss                                                                                | Hans Lang                           |                                                                 |                                                      |
|      | Mein Mann ist jetzt im Haushalt bei mir angestellt (mit Hans Bussmann) Mein Mann ist im Haushalt bei mir angesagt | Hans Lang                           |                                                                 |                                                      |
|      | Mein Stammcafé am Stephansplatz                                                                                   | Peter Kreuder                       |                                                                 |                                                      |
|      | Mein Vater war aus München, mei Mutter war aus Wien                                                               | Josef M. Kratky                     |                                                                 |                                                      |
|      | Meine alte Harmonika                                                                                              | Paul Eremit                         |                                                                 |                                                      |
|      | Meine Gitarre | Demetrius Coucoulis                 |                                                                 |                                                      |
|      | Meine Heimat | Rudolf Prack                        |                                                                 | Wenn am Sonntagabend die Dorfmusik spielt            |
|      | Mi bringt gar nix aus ’n Häusl                                                                                    | Hans Lang                           |                                                                 |                                                      |
|      | Mit dem Rad Kamerad                                                                                               | Hans Lang                           | Heinz Erhardt, Hans-Joachim Kulenkampff und Wolf Albach-Retty   | Immer die Radfahrer                                  |
|      | Mit dir tanz ich am liebsten                                                                                      |                                     | Chris Roberts (1976)                                            |                                                      |
|      | Mir ist alles Piepe                                                                                               | Peter Igelhoff                      |                                                                 |                                                      |
|      | Nie sollst du mich befragen                                                                                       | Peter Kreuder                       |                                                                 |                                                      |
|      | O die Beine | Heinz Sandauer                      |                                                                 | Mit Rosen fängt die Liebe an                         |
|      | Plim-Plam-Plum Plim-Plam-Plom                                                                                     | Hans Lang                           | Maria Andergast & Hans Lang                                     |                                                      |
|      | Spiel’ mir das Lied vom verlorenen Glück                                                                          | Peter Kreuder                       |                                                                 |                                                      |
|      | Stellen sie sich vor ich bin ein Wilder                                                                           | Peter Igelhoff & Albert Bachrich    |                                                                 |                                                      |
|      | Sterne tanzen voll Glück                                                                                          | Heinz Sandauer                      |                                                                 | Wie schön dass es dich gibt                          |
|      | Über den Dächern von Wien                                                                                         | Peter Kreuder                       |                                                                 |                                                      |
|      | Unterm Fensterl                                                                                                   | Hans Lang                           | Dr. Mahrenberger-Cutic                                          |                                                      |
|      | Uralte Uhr | Hans Lang                           |                                                                 |                                                      |
|      | Was alle kleinen Mädchen heimlich träumen                                                                         | Peter Igelhoff                      |                                                                 | Glück muss man haben                                 |
|      | Was dir mein Mund verschwieg bis heut                                                                             | Carl Michael Ziehrer                |                                                                 |                                                      |
|      | Was gestern war lass gestern sein                                                                                 | Peter Igelhoff                      |                                                                 |                                                      |
|      | Was ich will (mit Fred Kraus)                                                                                     | Hans Lang                           |                                                                 |                                                      |
|      | Was sagt Onkel Otto                                                                                               | Wolfgang Russ Bovelino              |                                                                 |                                                      |
|      | Was sein wird wird sein                                                                                           | Hans Lang                           |                                                                 |                                                      |
|      | Was wär’ das Leben schon wert                                                                                     | Frank Fox                           |                                                                 |                                                      |
|      | Weil mein Wien meine Vaterstadt ist                                                                               | Kruschnik                           |                                                                 |                                                      |
|      | Weil Wien meine Vaterstadt ist                                                                                    | Krutschnik                          |                                                                 |                                                      |
|      | Wien wie es lacht und wie es weint                                                                                | Alfred Walz                         |                                                                 |                                                      |
|      | Wiener Bonbonniere (Wienerlied muss im Mund wie ein Zuckerl)                                                      | Hermann Leopoldi                    |                                                                 |                                                      |
|      | Wiener Schnitzelmarsch                                                                                            | Hans Lang                           |                                                                 | Das Wunder der Weißen Hengste                        |
|      | Wienerisch Berlinerisch                                                                                           | Hans Lang                           |                                                                 |                                                      |
|      | Wenn es in Wien am Graben einmal regnet                                                                           | Peter Kreuder                       |                                                                 |                                                      |
|      | Zuhaus ist zuhaus                                                                                                 | Hans Lang                           | Hans Moser Wolfgang Ambros                                      | Rose vom Wörthersee                                  |
|      | Zwetschekenknödel ödel ödel (Man nehme Kartoffel)                                                                 | Hans Lang                           |                                                                 | Die Wirtin von Maria Wörth Die Wirtin vom Wörthersee |
| 1956 | | Alois Melichar                      | Brigitte Pichler                                                | Fuhrmann Henschel                                    |